# Musée des fouilles des Fontaines Salées
Le musée des fouilles des Fontaines Salées est un musée consacré aux fouilles effectuées sur le site archéologique des Fontaines Salées. Il est situé à Saint-Père dans l'Yonne.

## Histoire
Le musée fait l'objet d'une inscription au titre des monuments historiques depuis 1958.